# 胡若山
胡若山主教（英語：Bishop Joseph Hu Jo-shan，1881年2月2日—1962年8月18日），第一批6名中国籍天主教主教之一，教名若瑟。

## 生平
胡若山生于浙江定海，是天主教家庭的孤儿，由传教士抚养成人，先后进入定海小修院、宁波大修院、嘉兴文生总修院。1906年10月6日入遣使会，1909年6月5日晋升神父。1926年8月10日，浙江成立台州代牧区，他被委任为主教。10月28日，他和其他5名中国新任主教一同在梵蒂冈圣伯多禄大殿，由教宗庇护十一世亲自祝圣为主教。
胡若山主教任內，天主教台州教區一度得到很大發展。在胡若山主教獲祝聖幾年之後，台州教區的神父已從7位增長至21位，至1957年，台州已有六千餘名天主教徒。
1949年後，中國共產黨奪取中國政權。由於政治形勢變化，天主教受到迫害。1955年9月，中共掀起「龔品梅反革命集團案」（即「九八教難」），上海教區龔品梅主教被中共指為外國特務而遭逮捕。受此案波及，胡若山主教也於同月被捕入獄。1957年，台州教區所有的教堂均遭強制關閉。1962年，胡若山主教獲釋，但因為在獄中遭受長期折磨，不久後便去世，享年81歲。